# Achille Alberti
Pour les articles homonymes, voir Alberti.
Achille Alberti (né à Milan, le 12 mars 1860 et mort à Camnago le 15 juillet 1943, commune de Lentate sul Seveso en Lombardie, le 15 juillet 1943) est un sculpteur italien.

## Biographie
Achille Alberti étudia l'art à l’Académie des beaux-arts de Brera, où il devait plus tard enseigner. Comme d’autres qui étudiaient avec lui, dont Magni et Ripamonti, il produisit des nombreuses sculptures ornementales pour des tombes dans le cimetière monumental de Milan. Au début il se consacra à des thèmes sociaux, réalisant des sculptures et des monuments qui lui permirent de d’acquérir une notoriété internationale.
Dans la peinture, en revanche, c’est à travers des paysages, des natures mortes et des portraits qu’il exprimait sa passion. En 1930 à Milan il exposa des plâtres, des marbres et des bronzes, ainsi qu’une trentaine de toiles, jusqu’alors inconnues. Il dessina aussi des œuvres lithographiques.
En 1891 il reçut deux prix à la Triennale de Milan pour la sculpture de bronze Ignavia, inspirée de thèmes dantesques, qui fut ensuite exposé à Vienne en 1894 et qui est aujourd'hui conservée à Busto Arsizio, dans la villa Ottolini-Tosi. En 1892 un de ses bas-reliefs, les Odes de Pindare, fut exposé à Munich, et en 1900 il participa à l'Exposition Universelle de Paris. Son travail provoqua intérêt et admiration, lui valant des prix à l'occasion de toutes les expositions, italiennes ou européennes, auxquelles il participa.
Au cours de ces années il signa un bas-relief qui reproduisait fidèlement le projet néogothique de Giuseppe Brentano pour la façade du Dôme de Milan et qui fut ensuite placé à l'intérieur même de l'église.
Alberti fut très apprécié des disciples de Jean Royère et de son « musicisme sculptural » comme Giuseppe Cartella Gelardi qui fut pour lui un critique attentif mais passionné. C’est à lui qu’on doit les grandes statues sur la façade du palais de la Bourse de Milan, construit en 1901, et où il est possible de sentir une sensibilité éclectique. En 1930 se tint une exposition rétrospective qui lui était consacrée dans la Galerie Pesaro de Milan.
Il mourut à Camnago, dans la province de Milan, le 15 juillet 1943. Un grand nombre de ses sculptures font partie du patrimoine catalogué de la Ca Granda.

## Source de traduction
- (it) Cet article est partiellement ou en totalité issu de l’article de Wikipédia en italien intitulé « Achille Alberti » (voir la liste des auteurs).